# Colaptes atricollis
Colaptes atricollis е вид птица от семейство Picidae. Видът е незастрашен от изчезване.

## Разпространение
Разпространен е в Перу.